# Mongolicosa songi
Mongolicosa songi Marusik, Azarkina & Koponen, 2004 è un ragno appartenente alla famiglia Lycosidae.

## Etimologia
Il nome del genere deriva dalla nazione di rinvenimento della maggior parte degli esemplari: la Mongolia, seguita dal suffisso -cosa, che è tipico di gran parte dei generi delle Lycosidae.
Anche il nome proprio della specie è in onore dell'aracnologo cinese Da-Xiang Song, che per primo descrisse gli esemplari denominati Acantholycosa triangulata Song et al., 1999, poi riconosciuti in sinonimia con l'attuale nome di Mongolicosa songi.

## Caratteristiche
L'olotipo femminile rinvenuto ha lunghezza totale è di 7,25-7,40mm; la lunghezza del cefalotorace è di 3,50-3,60mm, e la larghezza è di 2,85-2,90mm.

## Distribuzione
La specie è stata reperita nella Mongolia meridionale: nei pressi della catena montuosa di Ikh-Bogd, appartenente alla provincia di Bajanhongor.

## Tassonomia
Al 2017 non sono note sottospecie e dal 2004 non sono stati esaminati nuovi esemplari.